# Pampilhosa da Serra (freguesia)
A Freguesia de Pampilhosa da Serra é uma freguesia portuguesa do Município de Pampilhosa da Serra, com 100,23 km² de área e 1303 habitantes (censo de 2021), tendo, por isso, uma densidade populacional de 13 hab./km².

## Demografia
A população registada nos censos foi:
| Distribuição da População por Grupos Etários | Distribuição da População por Grupos Etários | Distribuição da População por Grupos Etários | Distribuição da População por Grupos Etários | Distribuição da População por Grupos Etários |
| -------------------------------------------- | -------------------------------------------- | -------------------------------------------- | -------------------------------------------- | -------------------------------------------- |
| Ano                                          | 0-14 Anos                                    | 15-24 Anos                                   | 25-64 Anos                                   | > 65 Anos                                    |
| 2001                                         | 175                                          | 141                                          | 613                                          | 585                                          |
| 2011                                         | 149                                          | 104                                          | 591                                          | 545                                          |
| 2021                                         | 141                                          | 94                                           | 589                                          | 479                                          |

## Património
- Capelas de S. Sebastião e de S. Pedro
- Casa setecentista (na praça)
- Ponte
- Cemitério
- Cruzeiro
- Calvário
- Praça do Regionalismo
- Edifícios do museu, da biblioteca, da câmara municipal e do Palácio da Justiça
- Piscinas
- Trechos das albufeiras das barragens de Santa Luzia e do Cabril
- Parte do Parque eólico da Pampilhosa da Serra
- Capelas de Santa Ana, de Nossa Senhora da Salvação e da Senhora do Resgate

## Cultura
- Casa-Museu da Liga de Melhoramentos de Carvalho (instalado na antiga Escola Primária de Carvalho)